# Hellmut Ernst
Hellmut Ernst  (* 19. September 1903 in Zeiden; † 14. Februar 1966 in Nürnberg) war ein deutscher Maschinenbauingenieur.

## Leben
Ernst studierte nach dem Abitur in Hermannstadt an der TH München und der TH Danzig Maschinenbau. In Danzig war er Assistent am Lehrstuhl für Hebezeuge. Danach war er bei Bleichert u. Co. in Leipzig, wo er sich mit Kränen, Drahtseilbahnen und Verladeanlagen befasste. 1932 wurde er an der TH Danzig promoviert (Beitrag zur Beurteilung der behördlichen Vorschriften für Seile von Personenschwebebahnen). Ab 1935 war er in der Abteilung Kranbau von MAN in Nürnberg, ab 1952 als Leiter.
1942 bis 1945 war er außerdem Professor für Fördertechnik an der TH Danzig.
Er war einer der führenden Kranbau-Experten in der frühen Bundesrepublik und seine Monographie darüber war ein Standardwerk.
1964 wurde er Ehrendoktor der TH München.

## Schriften
- Hebezeuge. 3 Bände. Ernst und Sohn, 1950, 1951, 1953